# Intersolar

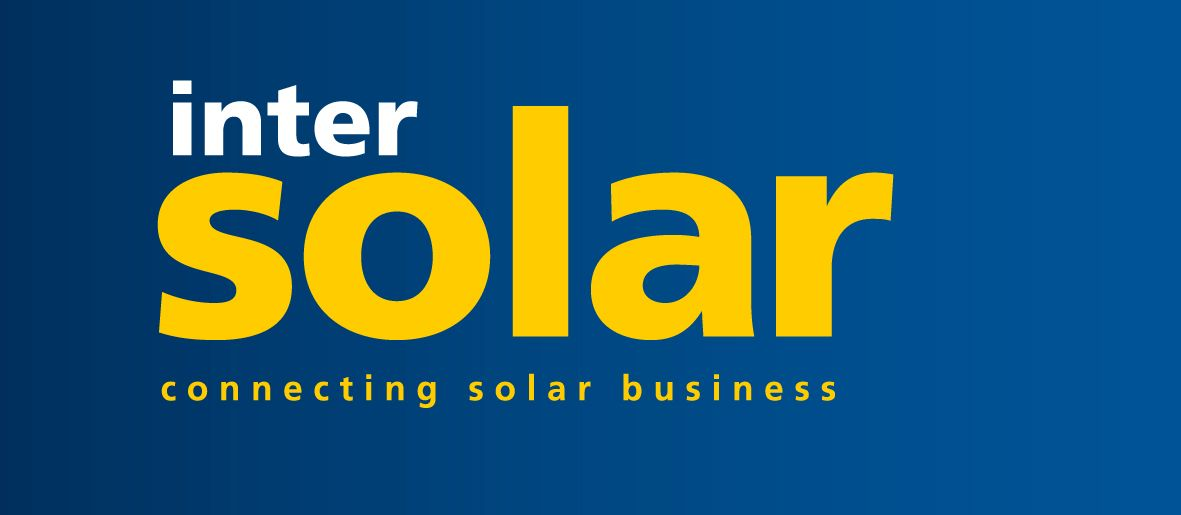
Intersolar Logo

Die Intersolar ist eine Messereihe auf vier Kontinenten und sie gilt als führende ihrer Art für die Solarwirtschaft und ihre Partner. Die Intersolar-Messen und Konferenzen finden in München, Long Beach, Mumbai, Mexiko-Stadt, Dubai und São Paulo statt. Diese internationalen Veranstaltungen werden durch die Intersolar Summits ergänzt. Veranstalter der Intersolar Europe sind die Solar Promotion GmbH, Pforzheim und die Freiburg Wirtschaft Touristik und Messe GmbH & Co. KG (FWTM).

## Geschichte der Intersolar
„Solar“ in Pforzheim
Die Intersolar wurde 1991 mit dem Ziel gegründet, die Entwicklung der Solartechnik aktiv zu fördern. Die erste Veranstaltung fand im Folgejahr des 1990 vom Bund und von den Ländern gestarteten „1000-Dächer-Photovoltaik-Programms“ statt (siehe Geschichte der Photovoltaik). Es begann mit einer eintägigen Veranstaltung, der Solar ‘91, die von Mitgliedern der Arbeitsgruppe für Umwelttechnologie aus Pforzheim organisiert wurde. Damals präsentierten fünf Solarunternehmen ihre Produkte auf einer kleinen Messe mit Vorträgen über den Einsatz von Sonnenenergie. Im Laufe der Jahre wuchs das Interesse an der Solartechnik und damit auch die Anzahl der Aussteller und Besucher. Die Solar ‘93 lockte bereits 25 Aussteller und 2.500 Besucher nach Pforzheim. Zur Solar ’95 kamen 45 Aussteller, bei der Solar ’97 waren es schon 84. Die letzte Solar Messe in Pforzheim fand 1999 statt, damals mit 142 Ausstellern und 8.400 Besuchern.
„Intersolar“ in Freiburg und München
Nachdem der Veranstaltungsort in Pforzheim zu klein geworden war, zog die Messe nach Freiburg im Breisgau, wo die Freiburg Wirtschaft Touristik und Messe GmbH (FWTM) als Mitveranstalter an Bord kam. Mit seinem neuen Messegelände und den in Freiburg ansässigen Solarunternehmen und -instituten bot der neue Standort für die Vertreter der wachsenden europäischen Solarbranche ein professionelles Umfeld. Die Umbenennung von „Solar“ in „Intersolar“ war die logische Konsequenz des steigenden Bekanntheitsgrads über die Landesgrenzen hinaus. 185 Aussteller und 11.505 Besucher kamen zur ersten Intersolar im Jahr 2000.
Die Messe wuchs weiter beträchtlich, so dass 2007 bereits dreimal so viele Aussteller und Besucher zur Intersolar kamen. Wieder hatte das Wachstum der Intersolar die räumlichen Kapazitäten der Messe gesprengt, und die Intersolar zog von Freiburg nach München um. Die FWTM blieb weiterhin Mitveranstalter. Der neue Austragungsort ermöglichte weiteres Wachstum, wodurch Aussteller aus der Zuliefererbranche angezogen wurden und die Intersolar um den Bereich PV Produktionstechnik erweitert wurde. 2011, zum 20-jährigen Jubiläum, kamen 2.286 Aussteller und 76.738 Besucher zur Intersolar Europe.
International
Über die Jahre konnte sich die Intersolar in ganz Europa fest etablieren. Aber nicht nur in Europa gewann die Messe an Bekanntheit: Durch die Organisation weiterer Messen auf anderen Kontinenten entwickelte sich die Intersolar zur weltweiten Leitmesse für die gesamte Solarwirtschaft und ihre Partner. 2008 wurde die Intersolar North America in San Francisco aus der Taufe gehoben, die Intersolar India in Mumbai folgte 2009, die Intersolar China in Beijing 2011 und die Intersolar South America 2013. Diese internationalen Veranstaltungen werden durch die Intersolar Summits ergänzt, die weltweit in den neuen und wachsenden Solarmärkten stattfinden.
Erweiterung der Thematik um Energiespeicher
Um den Anteil des Solarstroms an der allgemeinen Energiewirtschaft in Zukunft weiter zu erhöhen, weitete die Intersolar ihr Produktportfolio um den Bereich der Energiespeicherung aus. Bei der Intersolar Europe 2013 präsentierten über 200 Aussteller aus dem In- und Ausland die neuesten Produkte und Lösungen für die Speicherung und Netzintegration erneuerbarer Energie. Seit 2014 findet die electrical energy storage (ees), die internationale Messe für Batterien, Energiespeicher und innovative Fertigung, parallel zur Intersolar Europe statt. Die ees bildet die gesamte Wertschöpfungskette innovativer Batterie- und Speichertechnologie ab. 2014 stellten bei der ees und der Intersolar Europe insgesamt 260 Aussteller Energiespeicherlösungen vor.
Intersolar Conferences
Fast von Beginn an fanden parallel zur Intersolar Messe zur Vertiefung der einzelnen Themenbereiche die Intersolar Conferences statt. Konferenzsessions, Podiumsdiskussionen und Workshops beleuchten seither die aktuellen Rahmenbedingungen und Entwicklungen der internationalen Märkte sowie die neuesten Technologien und Trends. Bei den weltweit stattfindenden Intersolar Conferences diskutierten im Laufe der letzten fünf Jahre etwa  20.000 Konferenzteilnehmer über Themen der Branche und tauschten sich über technologische, wirtschaftliche und politische Entwicklungen aus.

## Die einzelnen Veranstaltungen

### Intersolar Europe
Die Intersolar Europe ist die weltweit führende Fachmesse für die Solarwirtschaft und ihre Partner. Sie findet jährlich auf der Messe München statt.
Im Jahr 2019 nahmen mehr als 1.000 internationale Aussteller und mehr als 50.000 Fachbesucher an der Intersolar Europe und den parallel stattfindenden Fachmessen und Konferenzen ees Europe, EM-Power Europe und Power2Drive Europe teil. Über 1.500 Teilnehmer besuchten die Konferenz und ihre Side-Events.

### Intersolar North America
Seit ihrer Gründung im Jahr 2008 hat sich die Intersolar North America zum meistbesuchten Branchenevent der Solarindustrie und zur führenden Plattform im nordamerikanischen Raum entwickelt. Sie findet jährlich parallel zur Halbleiter-Messe SEMICON West im bedeutendsten US-amerikanischen Solarmarkt Kalifornien statt. Der Veranstaltungsort ist das Moscone Center West in San Francisco.
Im Jahr 2015 nahmen 576 Aussteller und um die 18.000 Fachbesucher an der Intersolar North America teil.

### Intersolar South America
Im Jahr 2014 nahmen 75 Aussteller und mehr als  9.000 Fachbesucher an der Intersolar South America teil. Auf der begleitenden Konferenz diskutierten 71 Referenten und mehr als 500 Teilnehmer die aktuellen Branchenthemen und beleuchteten die Hintergründe der technologischen, marktbezogenen und politischen Entwicklungen.

### Intersolar India
Die Intersolar India ist Indiens größte Fachmesse und Konferenz für Solarwirtschaft. Sie findet jährlich im Bombay Exhibition Centre (BEC) in Mumbai statt. Im Jahr 2014 nahmen 160 internationale Aussteller und rund 9.000 Fachbesucher an der Intersolar India teil. Auf der begleitenden Konferenz diskutierten 100 Referenten und 500 Teilnehmer die aktuellen Branchenthemen und beleuchteten die Hintergründe der technologischen, marktbezogenen und politischen Entwicklungen.

### Intersolar Middle East
2016 fand die Intersolar Middle East erstmals als eigenständige Messe in Dubai mit etwa 150 Ausstellern und 4000 Konferenzteilnehmern statt. Im Jahr 2017 und 2019 fand die Intersolar Middle East als Fachkonferenz statt, 2019 im Rahmen der Middle East Electricity.